# L'affare D'Arblay
L'affare D'Arblay (The D'Arblay Mystery) è un romanzo poliziesco del 1926 dello scrittore inglese Richard Austin Freeman, nono romanzo della serie che vede protagonista l'investigatore scientifico dottor John Thorndyke. 

## Trama
Il dottor Stephen Gray, medico fresco di laurea, mentre passeggia una mattina in un parco nel quartiere di Highgate, a Londra, incontra una bella ragazza che sembra cercare ansiosamente qualcosa o qualcuno. Poco dopo Gray scopre un cadavere affiorante in uno stagno. Il morto è Julius D'Arblay, uno scultore, il padre della ragazza che lo stava cercando. Apparentemente si tratta di una disgrazia, ma Gray, insospettito dalle circostanze e colpito anche dal fascino della bella Marion, chiede al suo professore, il dottor John Thorndyke, di accertarsi che venga eseguita un'accurata autopsia. I risultati sono sorprendenti: D'Arblay è stato assassinato con una iniezione di veleno (aconitina) praticata nella schiena. La polizia indaga ma senza grosse speranze di giungere a un risultato utile, dato che non sembra esserci un movente per l'omicidio e che l'assassino non ha lasciato tracce. Gray però si considera ormai coinvolto e si assicura la collaborazione di Thorndyke, il quale formula alcune ipotesi sul possibile legame tra D'Arblay e il suo assassino, ipotesi che troveranno conferma in una serie di attentati alla vita di Marion, in alcuni oggetti ritrovati nel laboratorio dello scultore e nelle circostanze della malattia di uno strano paziente del dottor Gray nel quartiere di Hoxton. 

## Personaggi principali
- Stephen Gray - medico
- Julius D'Arblay - scultore
- Marion D'Arblay - sua figlia
- Arabella Boler - dama di compagnia di Marion
- James Morris - rigattiere
- Sarah Morris - sua moglie
- Simon Bendelow - un paziente terminale
- Miss Dewsnep, Miss Bonnington - anziane zitelle
- Dottor Usher - medico
- Dottor Cropper - medico specialista
- Ispettore Follett - poliziotto
- Barber - sergente di polizia in pensione
- Miller - Sovrintendente di Scotland Yard
- Dottor John Evelyn Thorndyke - professore di medicina legale
- Polton - suo assistente di laboratorio

## Critica
"L'affare D'Arblay ha una trama con un enigma alquanto nella tradizione della prima trilogia. È un libro completamente sgradevole, il cui uso di stereotipi razziali lo rende il punto più basso nella produzione di Freeman."
"Il lavoro di detection è affascinante: si scoprono in continuazione nuovi fatti, e l'enfasi posta sulla logica è esilarante. La rivelazione finale è sorprendentemente ingegnosa, e aumentata dal fatto che il lettore rimane perplesso fino alla fine. Le informazioni sui lavori in cera e sulle monete sono affascinanti, e l'ambientazione (una Londra Dickensiana) è di prima classe. Da notare gli aspetti surreali dei manichini di cera  e gli attacchi contro l'eroe e l'eroina che incrementano la suspense."

## Edizioni
- L'affare D'Arblay, traduzione di Tito N. Sarego, Giallo Mondadori n.23, Milano, Mondadori, 1931. - I Classici del Giallo Mondadori n.321, 1979; I Classici del Giallo Mondadori n.1010, 2004.
- L'affare d'Arblay, Collana Il Giallo Economico Classico n.46, Roma, Compagnia del Giallo-Newton, 1994.